# 노다촌 (오사카부 히가시나리군)
노다촌(일본어: 野田村)은 일본 오사카부 히가시나리군에 있던 촌이다. 현재의 오사카시 미야코지마구의 일부에 해당한다.

## 역사
- 1869년 4월 1일 - 오사카부에 소속되었다.
- 1889년 4월 1일 - 정촌제 시행에 의해  노다촌이 단독으로 자치체를 형성하였다.
- 1897년 4월 1일 -  대부분이 오사카시에 편입되어 기타구 히가시나리노타가 되었다. 나머지는 히가시나리군 나카마에촌에 편입되어 나카마에촌 오아자노타가 되었다.
  - 동시에 니시나리군 노다촌도 오사카시에 편입되어 기타구 니시나리노다가 되었다.
- 1900년 - 다니마치 8 - 9정목、니시고우즈나카데라정, 이쿠다마정, 시타데라정 1정목이 되었다.
- 1910년 9월 1일 - 히가시나카마에촌이 정으로 승격하여 나카마에정이 되었다. 동시에 오아자 노다가 오아자 가마오에 편입되어 소멸하였다.
- 1943년 4월 1일 - 분구에 의해 히가시노다정이 도지마구의 일부가 되었다.

## 참고문헌
- 『角川日本地名大辞典 27 大阪府』（角川書店、1983年） ISBN 978-4-04-001270-4